# 佚斎樗山
佚斎 樗山（いっさい ちょざん、万治2年3月27日（1659年5月18日） - 寛保元年4月9日（1741年5月23日））は、江戸時代前期-中期の武士、戯作者。本名は丹羽十郎右衛門忠明。姓は丹羽。名は忠明。通称は十郎右衛門。別号に可渓斎。

## 経歴・人物
下総関宿藩藩士。父定信の代より下総国関宿藩の久世家に仕える。享保12年（1727年）刊の『田舎荘子』をはじめ、『河伯井蛙文談』『再来田舎一休』などの「樗山七部の書」を著す。他に『天狗芸術論』などを著した。京都の増穂残口と並び、談義本の祖とされる。また熊沢蕃山の影響も指摘されている。